# Natuurpark Zlatni Pjasazi

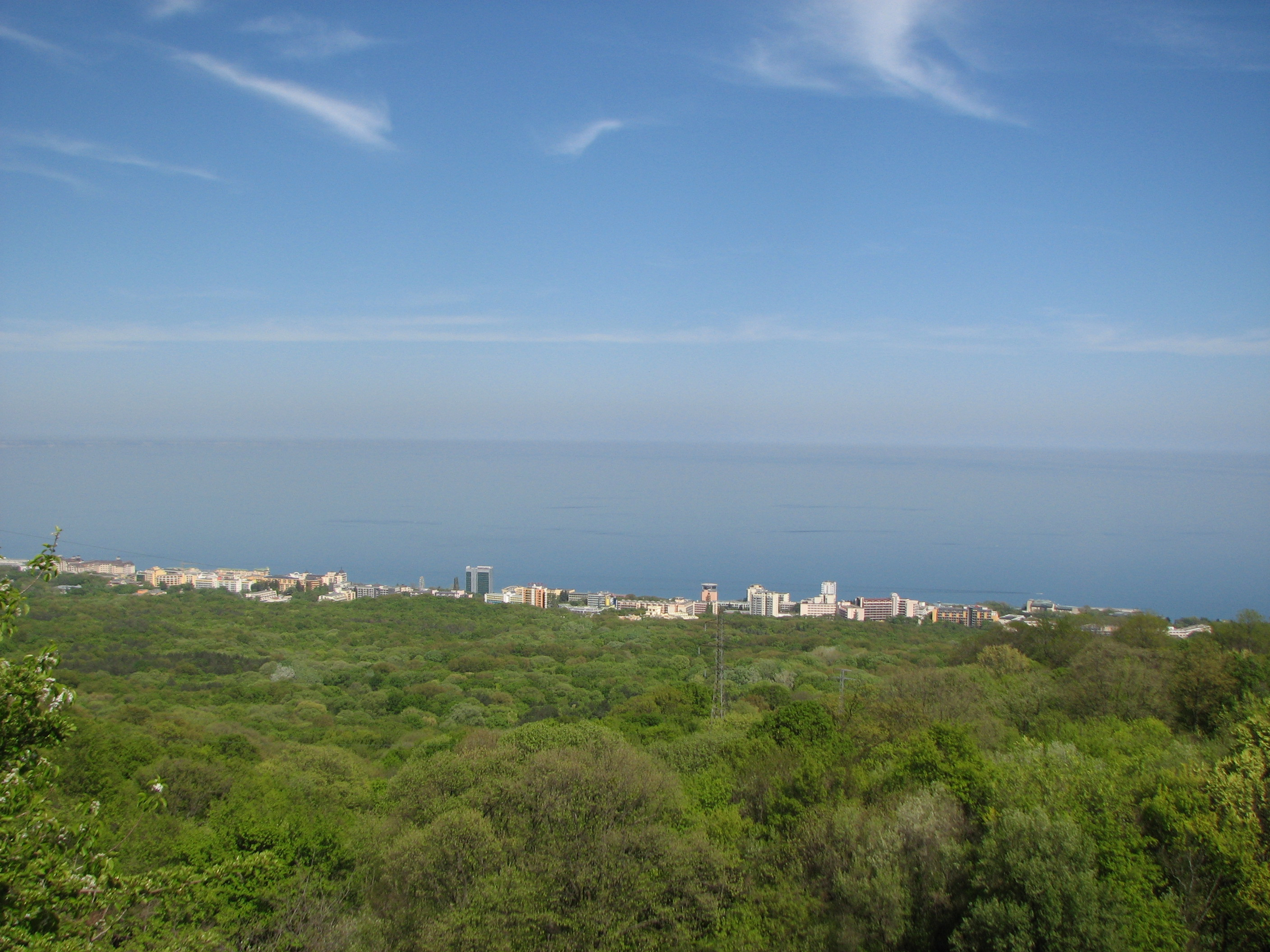

Natuurpark Zlatni Pjasazi (Bulgaars: Природен парк "Златни пясъци") is een natuurpark in Bulgarije. Het park is 13,2 vierkante kilometer groot en werd opgericht in 1943. Het natuurpark omvat bossen vlak bij badstad Goudstrand. In het park komt ree en everzwijn voor.